# دوک‌نشین وورتمبرگ
دوک‌نشین وورتمبرگ (به آلمانی: Württemberg) ایالتی در جنوب غربی آلمان بود که در بخشی از امپراتوری مقدس روم به شمار می رفت.